# Neocalanus plumchrus
Neocalanus plumchrus is een eenoogkreeftjessoort uit de familie van de Calanidae. De wetenschappelijke naam van de soort is voor het eerst geldig gepubliceerd in 1921 door Marukawa.